# 岐阜県道151号岐阜羽島線
岐阜県道151号岐阜羽島線（ぎふけんどう151ごう ぎふはしません）は、岐阜県岐阜市から同県羽島市に至る一般県道である。

## 概要
かつて、起点は岐阜市七軒町（＝国道256号交点）であったが、2015年（平成27年）3月31日に岐阜市美江寺町に変更となった。また終点に関しても現在は住所変更によって舟橋町江北西は消滅しており、舟橋町宮北となっている。
岐阜市美江寺町から金町までの区間は金華橋通りと重複しており、平和通りとも呼ばれている。また、岐阜市徹明通から岐阜市茜部中島までの区間は岐阜西通りと呼ばれている。

### 路線データ

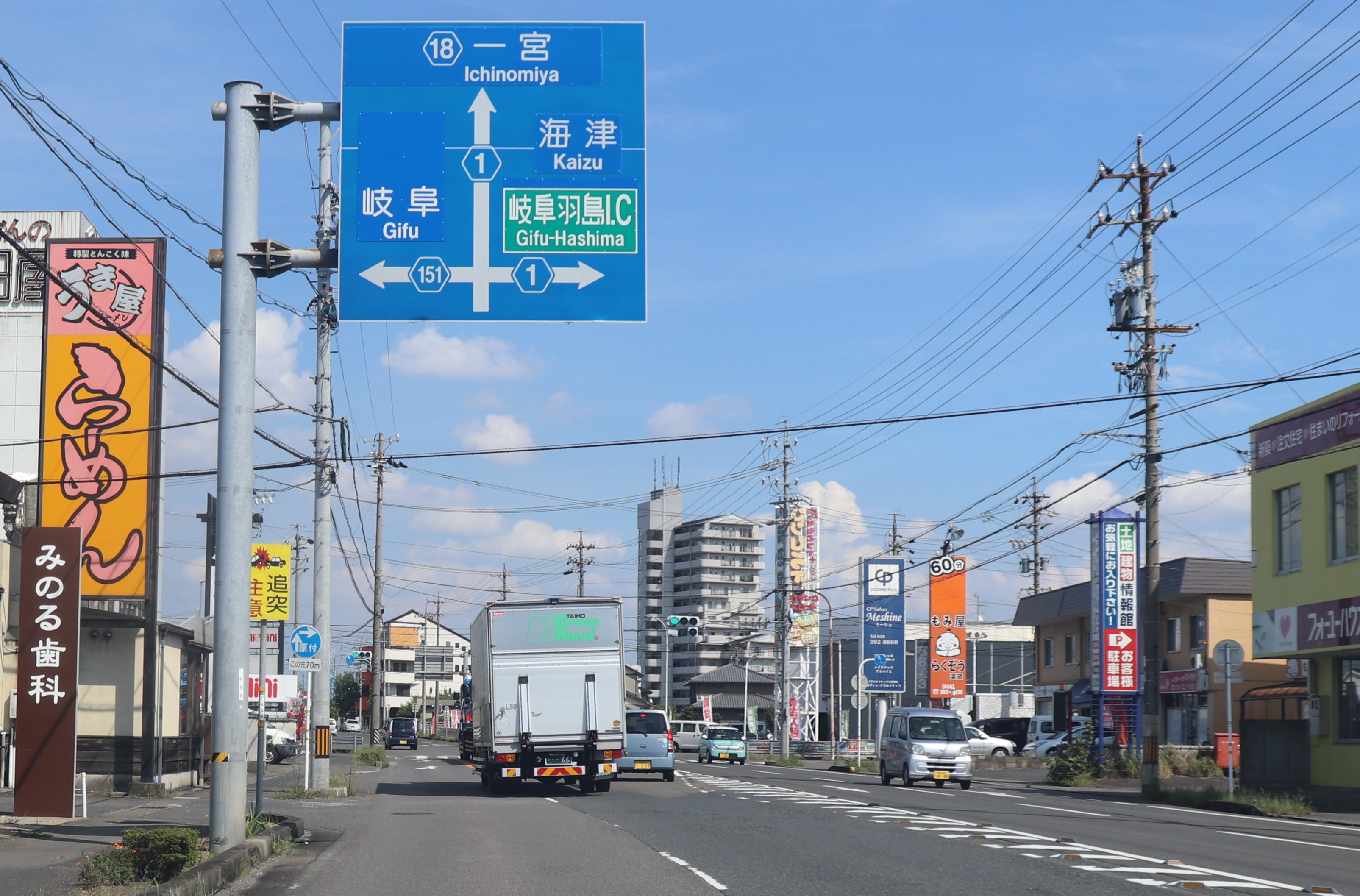
終点となる岐阜県道18号大垣一宮線の岐阜県道1号岐阜南濃線との福寿町浅平3丁目交差点

岐阜県法規集に基づく起終点および経過地は次のとおり。
- 起点：岐阜市美江寺町2丁目4番1地先[1]（裁判所前交差点＝岐阜県道152号岐阜各務原線交点）
- 終点：羽島市（福寿町浅平3交差点＝岐阜県道1号岐阜南濃線・岐阜県道18号大垣一宮線交点）
- 重要な経過地：岐阜市柳津町
- 路線延長：12.8km[要出典]

## 路線状況

### 別名
- 金華橋通り（岐阜市）
- 金町通り（岐阜市）
- 岐阜西通り（岐阜市）
- 南本荘通り（岐阜市）

### 重複区間
- 国道157号・国道303号：岐阜市金町5丁目・金町5交差点 - 岐阜市・千手堂交差点（岐阜東西通り）
- 岐阜県道53号岐阜関ケ原線・岐阜県道92号岐阜巣南大野線：岐阜市金町5丁目・金町5交差点 - 岐阜市・徹明通7交差点（岐阜東西通り）
- 岐阜県道31号岐阜垂井線：岐阜市・加納竜興町3交差点 - 岐阜市・加納梅田町交差点
- 岐阜県道1号岐阜南濃線：羽島市・足近町1交差点 - 羽島市・足近小学校西交差点
- 岐阜県道153号羽島茶屋新田線・岐阜県道157号鶉羽島線：羽島市・竹鼻町大西交差点 - 福寿町浅平3交差点

## 地理

### 通過する自治体
- 岐阜県
岐阜市 - 羽島郡笠松町 - 羽島市

### 交差する道路
岐阜市
- 岐阜県道152号岐阜各務原線：裁判所前交差点（起点）
- 岐阜県道54号岐阜停車場線：金町5交差点
- 国道157号・国道303号：金町5交差点、千手堂交差点
- 岐阜県道53号岐阜関ケ原線・岐阜県道92号岐阜巣南大野線：金町5交差点、徹明通7交差点
- 岐阜県道1号岐阜南濃線：加納竜興町3交差点
- 岐阜県道31号岐阜垂井線：加納梅田町交差点
- 国道21号岐大バイパス：茜部中島交差点
- 岐阜県道164号鶉笠松線：茜部野瀬3南交差点
- 岐阜県道154号笠松墨俣線：本郷交差点

羽島市
- 岐阜県道1号岐阜南濃線：足近町1交差点
- 岐阜県道165号小熊正木線：足近町2交差点
- 岐阜県道1号岐阜南濃線：足近小学校西交差点
- 岐阜県道153号羽島茶屋新田線・岐阜県道157号鶉羽島線：竹鼻町大西交差点
- 岐阜県道1号岐阜南濃線・岐阜県道18号大垣一宮線・岐阜県道46号岐阜羽島インター線：福寿町浅平3交差点（終点）

### 沿線
- 旧・岐阜県岐阜総合庁舎
- みんなの森 ぎふメディアコスモス
- 岐阜地方裁判所
- 岐阜市民会館
- 岐阜法務総合庁舎
  - 岐阜地方検察庁など
- 岐阜市消防本部
- 岐阜中警察署
- 岐阜市中央青少年会館・明徳公民館（旧・岐阜市立明徳小学校）
- 柳ヶ瀬
- 岐阜市立徹明さくら小学校
- NTTドコモ東海支社岐阜ビル
- オーキッドパーク
- 岐阜市立陽南中学校
- 岐阜県立加納高等学校
- 岐阜南警察署
- イオン柳津店
- 岐阜羽島警察署
- 羽島市立足近小学校
- 羽島Wing151
- 羽島市立竹鼻小学校
- 羽島市文化センター
- 羽島市立図書館
- 市民の森羽島公園
- 岐阜県立羽島高等学校
- 長良川病院
- 羽島市民会館
- 羽島市福祉ふれあい会館